# Al-Qal'a de Beni Hammad
Al-Qal'a (o Kalâa) de los Beni Hammad (en árabe: قلعة بني حماد; en francés: Kalâa des Béni Hammad) es un lugar Patrimonio de la Humanidad de la Unesco situado en Argelia. La población fue erigida a comienzos del siglo XI y sus vestigios fueron inscritos como Patrimonio de la Humanidad en 1980.

## Situación
Se localiza en las montañas nororientales de la provincia de M'Sila, cerca de Béchar (Bishara), aproximadamente a 225 km al sureste de la capital, Argel.
La Kalaa (fortaleza) se encuentra a más de 1000 metros de altitud en la zona montañosa de Hodna.

## Descripción

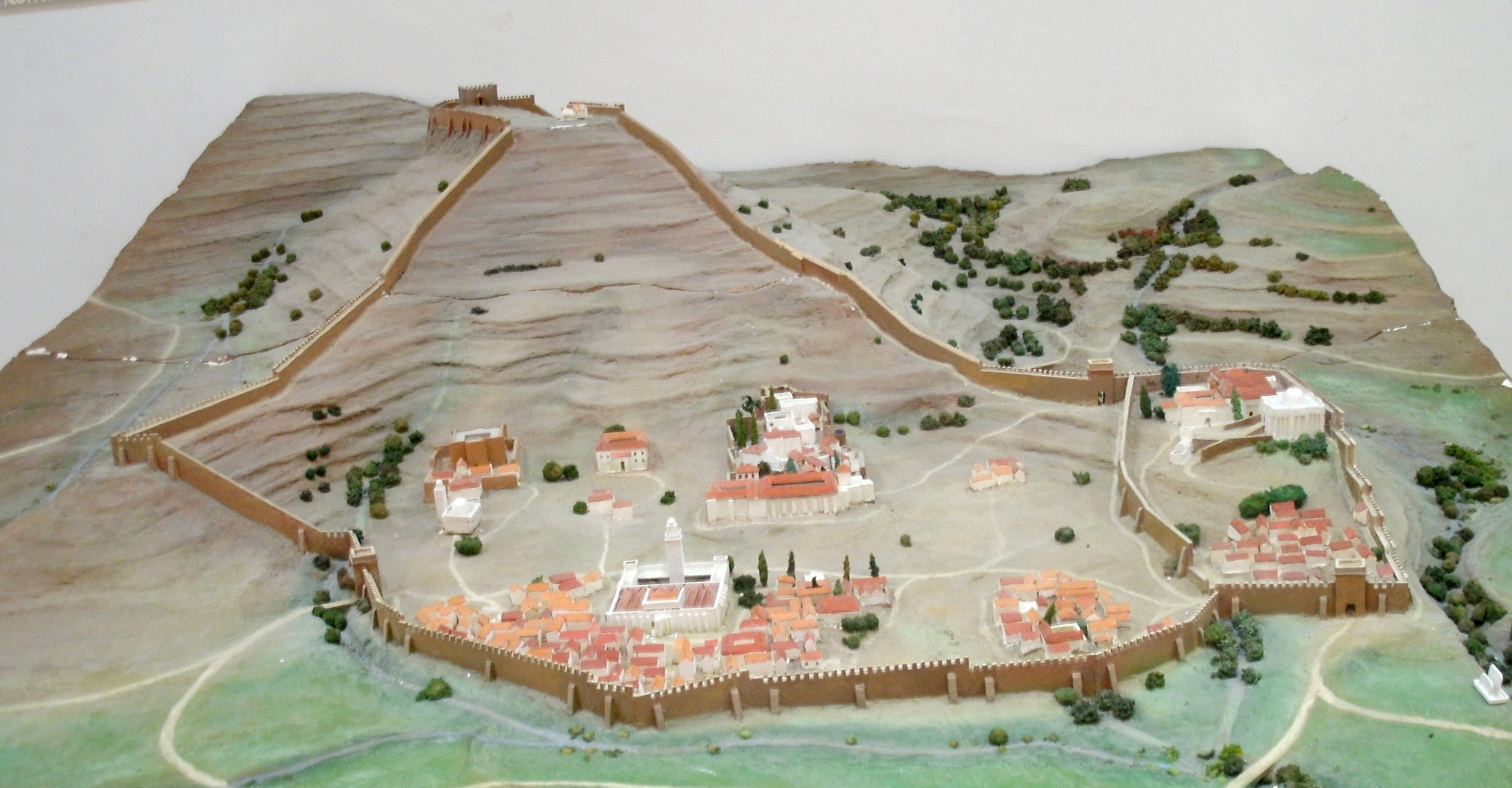
Maqueta del conjunto.

Vestigio de la civilización islámica, la ciudad incluye dentro de sus fortificaciones, de unos 7 km, destruidas después por los almohades, una gran cantidad de monumentos, entre los que se encuentran una gran mezquita, un minarete y una serie de palacios.
Las ruinas de los palacios demuestran la brillantez de la civilización de los Hammadíes. El palacio de los emires incluye tres residencias en diferentes pabellones, jardines, así como  sistemas para mantener el agua. La mezquita, la más grande nunca conocida en Argelia desde la de Mansourah (Tremecén), tiene las mismas características arquitectónicas que la mezquita de Kairuán (notable monumento religioso de África del Norte), con una gran sala de oración de 13 naves de 8 intercolumnios. El minarete, el único vestigio de la gran mezquita de 20 metros de altura, es comparable a la Giralda de Sevilla.
Las excavaciones también han descubierto varias series de alfarería y cerámica, fragmentos de ornamentos y joyas, numerosas monedas, lo que refleja el refinamiento del arte hammadí. El conjunto se exhibe actualmente en los museos de Argel, Sétif y Constantina.

## Historia
Fue fundada en 1007 por Hammad ibn Bologhin, hijo de Bologhin ibn Ziri (fundador de  Argel). La ciudad se convirtió en la capital bereber de los emires hamaditas, y fue una de las más florecientes ciudades del Norte de África, que simbolizaba  la prosperidad del imperio hammadí. La ciudad fue abandonada, bajo la amenaza de la Banu Hilal en 1090; más tarde, fue destruida en parte por los almohades en 1152.